# Équations de Bloch
Pour les articles homonymes, voir Bloch.
En physique et chimie, dans la résonance magnétique nucléaire (RMN), l'imagerie par résonance magnétique (IRM) et la résonance paramagnétique électronique (RPE), les équations de Bloch sont un ensemble d’équations macroscopiques de calcul de l'aimantation nucléaire M = (Mx, My, Mz) en fonction du temps lorsque les temps de relaxation T1 et T2 sont présents. Les équations de Bloch sont parfois appelées équations du mouvement de l'aimantation nucléaire. Ces équations ont été introduites par Félix Bloch en 1946 et sont analogues aux équations de Maxwell-Bloch qui décrivent l'effet d'un champ électromagnétique sur un système à deux niveaux et les relaxations qu'on y peut observer.
Ces équations ne sont pas microscopiques : elles ne décrivent pas l'équation de mouvement de moments magnétiques individuels. Ceux-ci sont gouvernés et décrits par les lois de mécanique quantique. Les équations de Bloch sont macroscopiques : elles décrivent les équations de mouvement de l'aimantation nucléaire macroscopique qui peut être obtenue en additionnant tous les moments magnétiques nucléaires de l'échantillon.

## Équations de Bloch dans un référentiel fixe
Soit  M(t) = (Mx(t), My(t), Mz(t)), l'aimantation nucléaire. Les équations de Bloch s'écrivent alors :
{\displaystyle {\frac {dM_{x}(t)}{dt}}=\gamma (\mathbf {M} (t)\times \mathbf {B} (t))_{x}-{\frac {M_{x}(t)}{T_{2}}}}
{\displaystyle {\frac {dM_{y}(t)}{dt}}=\gamma (\mathbf {M} (t)\times \mathbf {B} (t))_{y}-{\frac {M_{y}(t)}{T_{2}}}}
{\displaystyle {\frac {dM_{z}(t)}{dt}}=\gamma (\mathbf {M} (t)\times \mathbf {B} (t))_{z}-{\frac {M_{z}(t)-M_{0}}{T_{1}}}}
où γ est le rapport gyromagnétique et B(t) = (Bx(t), By(t), B0 + ΔBz(t)) est le champ magnétique imposé aux noyaux atomiques. La composante z du champ magnétique B est constituée de deux termes :
- le premier, B0, correspondant à un champ constant dans le temps ;
- le second, ΔBz(t), peut être dépendant du temps. Il est présent dans l'imagerie par résonance magnétique et aide au décodage spatial du signal de RMN.

M(t)×B(t) est le produit vectoriel de ces deux vecteurs. M0 est l'état d'équilibre de l'aimantation nucléaire, il est orienté dans la direction z.

### Contenu physique
Lorsque T1 et T2 tendent vers l'infini, c'est-à-dire lorsqu'il n'y a pas de relaxation, les équations se réduisent à :
{\displaystyle {\frac {dM_{x}(t)}{dt}}=\gamma (\mathbf {M} (t)\times \mathbf {B} (t))_{x}}
{\displaystyle {\frac {dM_{y}(t)}{dt}}=\gamma (\mathbf {M} (t)\times \mathbf {B} (t))_{y}}
{\displaystyle {\frac {dM_{z}(t)}{dt}}=\gamma (\mathbf {M} (t)\times \mathbf {B} (t))_{z}}
ou en notation vectorielle :
{\displaystyle {\frac {d\mathbf {M} (t)}{dt}}=\gamma \mathbf {M} (t)\times \mathbf {B} (t)}

Sans relaxation, le système est équivalent à la précession de Larmor de l'aimantation autour du champ magnétique.

C'est l'équation de la précession de Larmor de l'aimantation nucléaire M dans un champ magnétique externe B. 
Les équations de Bloch sont alors les équations de Larmor auxquelles on a ajouté les termes de relaxation suivants : 
{\displaystyle \left(-{\frac {M_{x}}{T_{2}}},-{\frac {M_{y}}{T_{2}}},-{\frac {M_{z}-M_{0}}{T_{1}}}\right)}
La relaxation transversale est décrite par le temps caractéristique T2 et de même la relaxation longitudinale par le temps T1.  
Ces termes traduisent des interactions avec le milieu extérieur, la relaxation longitudinale (T1) ou relaxation spin-réseau est le résultat d'échanges entre les spins et le milieu environnant pour transférer l'excès d'énergie apporté par le champ magnétique et donc revenir à l'équilibre thermodynamique. La relaxation transversale (T2) ou encore relaxation spin-spin correspond au déphasage graduel de tous les spins de la matière provenant d'inhomogénéités locales du champ magnétique. Ces inhomogénéités impliquent de légères différences de fréquence de Larmor. En effet, en l'absence de relaxation, les moments sont en précession cohérente autour du champ magnétique et il existe alors une aimantation transversale. Comme l'aimantation est la somme de tous les moments magnétiques, leur progressive décohérence entraîne une valeur moyenne de la composante transversale qui tend à s'annuler.

### Formes alternatives des équations de Bloch
Le développement du produit vectoriel dans les équations de Bloch mène à :
{\displaystyle {\frac {dM_{x}(t)}{dt}}=\gamma \left(M_{y}(t)B_{z}(t)-M_{z}(t)B_{y}(t)\right)-{\frac {M_{x}(t)}{T_{2}}}}
{\displaystyle {\frac {dM_{y}(t)}{dt}}=\gamma \left(M_{z}(t)B_{x}(t)-M_{x}(t)B_{z}(t)\right)-{\frac {M_{y}(t)}{T_{2}}}}
{\displaystyle {\frac {dM_{z}(t)}{dt}}=\gamma \left(M_{x}(t)B_{y}(t)-M_{y}(t)B_{x}(t)\right)-{\frac {M_{z}(t)-M_{0}}{T_{1}}}}
Nous verrons plus loin que cette formule se simplifie en posant :
{\displaystyle M_{xy}=M_{x}+iM_{y}}
{\displaystyle B_{xy}=B_{x}+iB_{y}}
où i est l'unité imaginaire. 
On obtient :
{\displaystyle {\frac {dM_{xy}(t)}{dt}}=-i\gamma \left(M_{xy}(t)B_{z}(t)-M_{z}(t)B_{xy}(t)\right)-{\frac {M_{xy}(t)}{T_{2}}}}
{\displaystyle {\frac {dM_{z}(t)}{dt}}=i{\frac {\gamma }{2}}\left(M_{xy}(t){\overline {B_{xy}(t)}}-{\overline {M_{xy}(t)}}B_{xy}(t)\right)-{\frac {M_{z}(t)-M_{0}}{T_{1}}}}
Tel que :
{\displaystyle {\overline {M_{xy}}}=M_{x}-iM_{y}}.
{\displaystyle {\overline {B_{xy}}}=B_{x}-iB_{y}}
Ces quantités sont les nombres complexes conjugués de Mxy et de Bxy . Les parties réelle et imaginaire de Mxy correspondent à Mx et My respectivement. Mxy est parfois appelée aimantation nucléaire transversale.

### Forme matricielle des équations de Bloch
Les équations de Bloch peuvent être remaniées en utilisant une définition équivalente du produit vectoriel pour s'écrire en notation matricielle :
{\displaystyle {\frac {d}{dt}}\left({\begin{array}{c}M_{x}\\M_{y}\\M_{z}\end{array}}\right)=\left({\begin{array}{ccc}-{\frac {1}{T_{2}}}&\gamma B_{z}&-\gamma B_{y}\\-\gamma B_{z}&-{\frac {1}{T_{2}}}&\gamma B_{x}\\\gamma B_{y}&-\gamma B_{x}&-{\frac {1}{T_{1}}}\end{array}}\right)\left({\begin{array}{c}M_{x}\\M_{y}\\M_{z}\end{array}}\right)+\left({\begin{array}{c}0\\0\\{\frac {M_{0}}{T_{1}}}\end{array}}\right)}

## Équations de Bloch dans le référentiel tournant
Dans un référentiel tournant, il est plus facile de comprendre le comportement de l'aimantation nucléaire M. 

### Solution des équations de Bloch avecT1,T2→ ∞
Supposons que :
- à t = 0, l'aimantation nucléaire transversale Mxy(0) subit un champ magnétique constant B(t) = (0, 0, B0) ;
- B0 est positif ;
- il n'y a aucune relaxation longitudinale ou transversale puisque T1 et T2 tendent vers l'infini.

Les équations de Bloch deviennent alors :
{\displaystyle {\frac {dM_{xy}(t)}{dt}}=-i\gamma M_{xy}(t)B_{0}},
{\displaystyle {\frac {dM_{z}(t)}{dt}}=0}.
Ce sont deux équations différentielles linéaires non couplées. Leurs solutions sont :
{\displaystyle M_{xy}(t)=M_{xy}(0)e^{-i\gamma B_{0}t}},
{\displaystyle M_{z}(t)=M_{0}={\text{const}}\,}.
Ainsi l'aimantation transversale, Mxy tourne autour de l'axe z avec la fréquence angulaire ω0 = γB0 dans le sens des aiguilles d'une montre (c'est la raison du signe négatif dans l'exposant). L'aimantation longitudinale Mz reste constante dans le temps. C'est aussi pourquoi l'aimantation transversale apparaît à un observateur dans le référentiel terrestre (vu par un observateur stationnaire).
Mxy(t) peut se décomposer en les quantités observables Mx(t) et My(t) : 
{\displaystyle M_{xy}(t)=M_{xy}(0)e^{-i\gamma B_{z0}t}=M_{xy}(0)\left[\cos(\omega _{0}t)-i\sin(\omega _{0}t)\right]}
On a  :
{\displaystyle M_{x}(t)={\text{Re}}\left(M_{xy}(t)\right)=M_{xy}(0)\cos(\omega _{0}t)},
{\displaystyle M_{y}(t)={\text{Im}}\left(M_{xy}(t)\right)=-M_{xy}(0)\sin(\omega _{0}t)},
où Re(z) et Im(z) sont des fonctions qui donnent respectivement la partie réelle et imaginaire du nombre complexe z. Dans ce calcul il a été supposé que Mxy(0) est un nombre réel.

### Transformation en référentiel tournant
C'est la conclusion de la partie précédente : dans un champ magnétique constant B0 le long de l'axe z, l'aimantation transversale Mxy tourne autour de cet axe dans le sens des aiguilles d'une montre avec la fréquence angulaire ω0. Si l'observateur tournait autour du même axe dans le même sens et avec la fréquence angulaire Ω, Mxy lui apparaîtrait tournant avec la fréquence angulaire ω0 - Ω. Plus particulièrement, si l'observateur tournait autour du même axe dans le sens des aiguilles d'une montre avec la fréquence angulaire ω0, l'aimantation transversale Mxy lui semblerait stationnaire.
Cela peut être exprimé mathématiquement de la manière suivante :
- (x, y, z) est le système de coordonnées cartésiennes terrestre posé comme référentiel ;
- (x′, y′, z′) = (x′, y′, z) est un système de coordonnées cartésiennes qui tourne autour de l'axe z du référentiel terrestre avec la fréquence angulaire Ω. On l'appelle le référentiel tournant. Les variables physiques dans ce référentiel sont dénotées par une apostrophe.

À l’évidence :
{\displaystyle M_{z}'(t)=M_{z}(t)\,}.
Pour Mxy′(t) la transformation s'écrit :
{\displaystyle M_{xy}'(t)=M_{xy}(t)e^{+i\Omega t}\,}.

### Équation du mouvement de l'aimantation dans le référentiel tournant
L'équation du mouvement de Mxy′(t) dans un champ B(t) = (Bx(t), By(t), B0 + ΔBz(t)) est :
{\displaystyle {\begin{aligned}{\frac {dM'_{xy}(t)}{dt}}&=i(\Omega -\omega _{0})M_{xy}'(t)-i\gamma \Delta B_{z}(t)M_{xy}'(t)+i\gamma B_{xy}'(t)M_{z}(t)-{\frac {M_{xy}'(t)}{T_{2}}}\\\end{aligned}}}
{\displaystyle {\frac {dM_{z}(t)}{dt}}=i{\frac {\gamma }{2}}\left(M'_{xy}(t){\overline {B'_{xy}(t)}}-{\overline {M'_{xy}(t)}}B'_{xy}(t)\right)-{\frac {M_{z}(t)-M_{0}}{T_{1}}}}
Explication des termes à droite de cette équation  :
- i(Ω - ω0) Mxy′(t) suit le terme de Larmor dans le référentiel tournant avec la fréquence angulaire Ω. Il s'annule notamment quand Ω = ω0 ;
- le terme -iγ ΔBz(t) Mxy′(t) décrit l'effet de l'inhomogénéité du champ magnétique sur l'aimantation nucléaire transversale. C'est aussi le terme qui correspond aux utilisations de la RMN lors d'une IRM : il est produit par les bobines de gradient de champ magnétique ;
- iγ ΔBxy′(t) Mz(t) décrit l'effet du champ radiofréquence sur l'aimantation nucléaire (le facteur ΔBxy′(t) plus particulièrement) ;
- –Mxy′(t) / T2 décrit la perte en cohérence de l'aimantation transversale.

### Équations indépendantes du temps dans le référentiel tournant
Si le champ externe a la forme :
{\displaystyle B_{x}(t)=B_{1}\cos \omega t}
{\displaystyle B_{y}(t)=-B_{1}\sin \omega t}
{\displaystyle B_{z}(t)=B_{0}},
On peut alors définir :
{\displaystyle \epsilon =\gamma B_{1}} et {\displaystyle \Delta =\omega -\omega _{0}},
Les équations s'écrivent alors simplement en notation matricielle :
{\displaystyle {\frac {d}{dt}}\left({\begin{array}{c}M'_{x}\\M'_{y}\\M'_{z}\end{array}}\right)=\left({\begin{array}{ccc}-{\frac {1}{T_{2}}}&\Delta &0\\-\Delta &-{\frac {1}{T_{2}}}&\epsilon \\0&-\epsilon &-{\frac {1}{T_{1}}}\end{array}}\right)\left({\begin{array}{c}M'_{x}\\M'_{y}\\M'_{z}\end{array}}\right)+\left({\begin{array}{c}0\\0\\{\frac {M_{0}}{T_{1}}}\end{array}}\right)}

## Solutions simples des équations de Bloch

### Relaxation de l'aimantation nucléaire transversaleMxy
En supposant que :
- l'aimantation nucléaire est exposée à un champ magnétique externe constant dans la direction z : Bz′(t) = Bz(t) = B0. Ainsi ω0 = γB0 et ΔBz(t) = 0' ;
- il n'y a aucun champ radiofréquence, ainsi on a Bxy' = 0 ;
- la rotation du référentiel tournant est à la fréquence angulaire Ω = ω0.

Dans le référentiel tournant, l'équation de mouvement pour l'aimantation nucléaire transversale, Mxy'(t) est réduite à :
{\displaystyle {\frac {dM_{xy}'(t)}{dt}}=-{\frac {M_{xy}'(t)}{T_{2}}}}
C'est une équation différentielle ordinaire linéaire et sa solution est :
{\displaystyle M_{xy}'(t)=M_{xy}'(0)e^{-t/T_{2}}}.
où Mxy'(0) est l'aimantation nucléaire transversale dans le référentiel tournant à l'instant t = 0. Elle constitue la condition initiale de l'équation différentielle.

Graphe de la relaxation de l'aimantation transversale Mxy.

Il est à noter que lorsque la rotation du référentiel tournant est exactement à la fréquence de Larmor ω0, le vecteur aimantation nucléaire transversale Mxy(t) est stationnaire.

### Relaxation de l'aimantation nucléaire longitudinaleMz
En admettant que :
- l'aimantation nucléaire est exposée à un champ magnétique externe constant dans la direction z : Bz′(t) = Bz(t) = B0. Ainsi ω0 = γB0 et ΔBz(t) = 0' ;
- il n'y a aucun champ radiofréquence, ainsi on a Bxy' = 0 ;
- la rotation du système tournant est à la fréquence angulaire Ω = ω0.

Dans le référentiel tournant, l'équation de mouvement pour l'aimantation nucléaire longitudinale Mz(t) se simplifie en :
{\displaystyle {\frac {dM_{z}(t)}{dt}}=-{\frac {M_{z}(t)-M_{0}}{T_{1}}}}
C'est une équation différentielle ordinaire linéaire et sa solution est :
{\displaystyle M_{z}(t)=M_{0}-[M_{0}-M_{z}(0)]e^{-t/T_{1}}}
où Mz(0) est l'aimantation nucléaire longitudinale dans le cadre tournant au temps t = 0. C'est la condition initiale pour l'équation différentielle.

Graphe de la relaxation de l'aimantation longitudinale Mz.

### Pulses à 90° et 180° en champ radiofréquence
Communément, on utilise en RMN des pulses à 90° et 180° en champ radiofréquences. L'effet de ces pulses sur l'aimantation sont présentés sur l'image suivante :

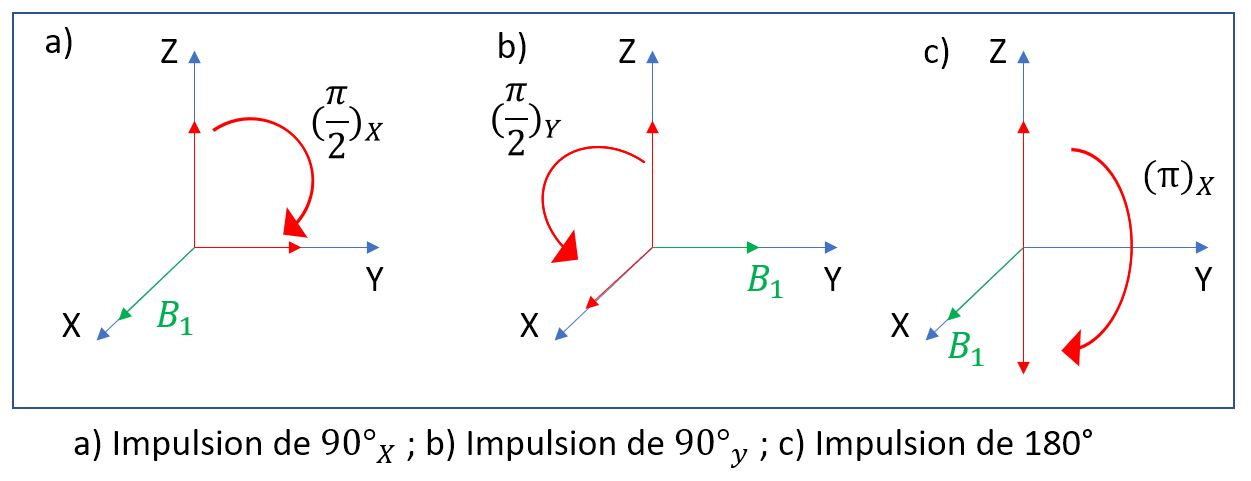
Pulses radiofréquences 90° et 180°.

On modifie les hypothèses précédentes en ajoutant un champ radiofréquence B1 tel que :
- à t = 0, un pulse en radiofréquence d'amplitude constante et de fréquence ω0 est appliqué. On a B'xy(t) = B'xy constant et τ la durée de ce pulse ;
- T1 et T2 → ∞. En pratique, cela signifie que τ est petit devant T1 et T2.

Alors pour 0 ≤ t ≤ τ :
{\displaystyle {\begin{aligned}{\frac {dM_{xy}'(t)}{dt}}=i\gamma B_{xy}'M_{z}(t)\end{aligned}}}
{\displaystyle {\frac {dM_{z}(t)}{dt}}=i{\frac {\gamma }{2}}\left(M'_{xy}(t){\overline {B'_{xy}}}-{\overline {M'_{xy}}}(t)B'_{xy}\right)}
Avec le temps, l'aimantation tend a revenir à  un état d'équilibre. Les différentes composantes se comportent de la manière suivante :

Le retour à l'équilibre de l'aimantation en fonction des différentes composantes selon X,Y et Z.

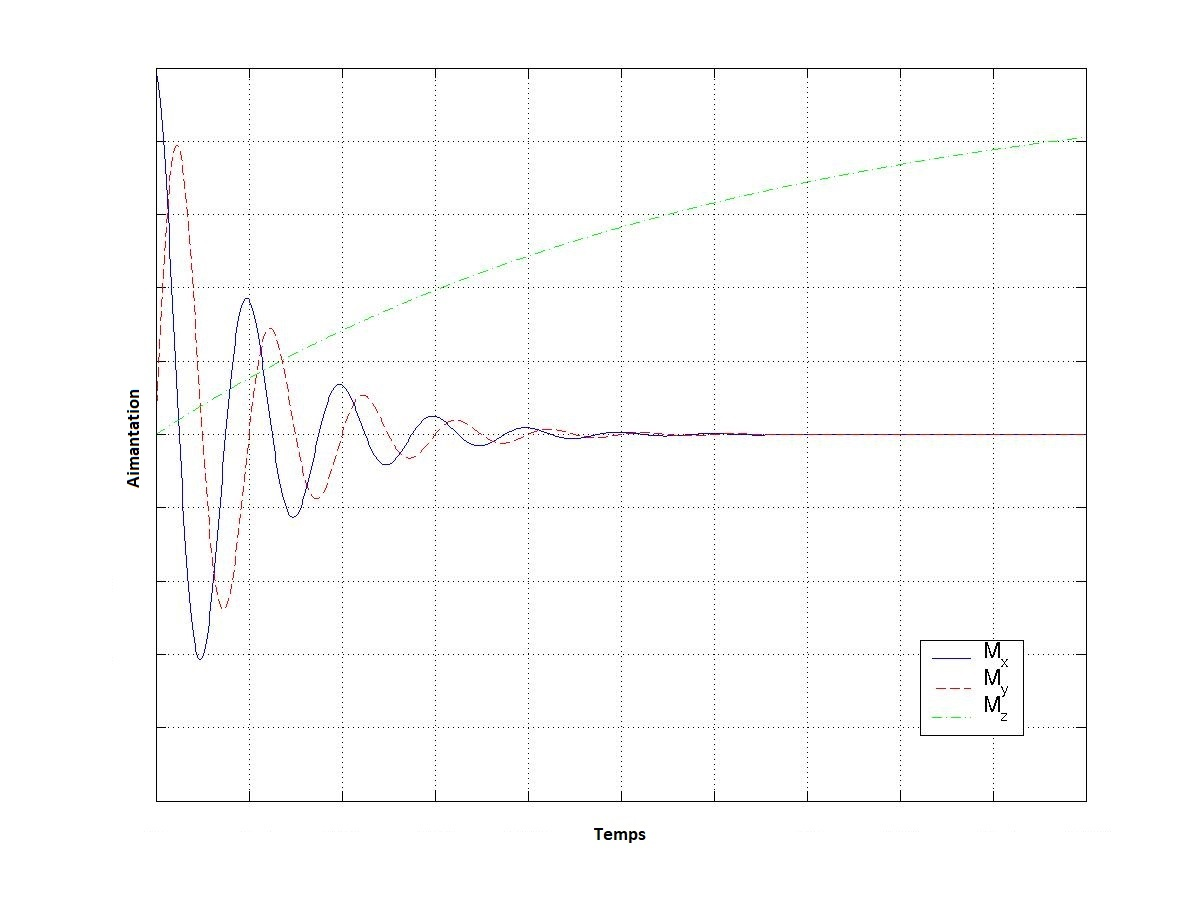
Retour à l'équilibre des différentes composantes de l'aimantation à la suite d'un pulse radiofréquence en fonction du temps.